# Pasco
För andra betydelser, se Pasco (olika betydelser).
Pasco (spanska Departamento Pasco) är ett av 24 departement i Peru. Pasco gränsar mot Huánuco i norr, mot Ucayali i öster, mot Junín i söder och mot 
Lima  i väster. 
Departementet Pasco omfattar 25 319 km² och har 243 671 invånare (1996). Huvudort är Cerro de Pasco som ligger på en höjd av 4 338 m ö.h.

## Geografi
Gränsen mot Lima i väst går längs vattendelaren. Floderna i regionen rinner av emot norr och mot öster till Amazonas regnskog. Undantaget är Lago Puarun som har utloppet i Rio Huaura i Huaura-provinsen i Lima. 
Departementet Pasco är indelat i tre provinser:  Oxapampa är en stor provins i öster, Pasco en något mindre provins i väst och i nordväst ligger en liten provins med namnet Daniel A. Carrión efter Daniel Alcides Carrión, en martyr inom den peruanska medicinen. Provinserna är sedan indelade i sammanlagt 29 distrikt.
Folkmängden anges enligt senaste folkräkningen 2017.
| Provinser i departementet Pasco | Provinser i departementet Pasco | Provinser i departementet Pasco |
| ------------------------------- | ------------------------------- | ------------------------------- |
| Provins                         | Centralort                      | Folkmängd 2017                  |
| Pasco                           | Cerro de Pasco                  | 123 015                         |
| Daniel A. Carrión               | Yanahuanca                      | 43 580                          |
| Oxapampa                        | Oxapampa                        | 87 470                          |
| Total                           | Total                           | 254 065                         |

Pasco, Daniel A. Carrión och de västliga delarna av Oxapampa är högt belägna i Cordillera Occidental, medan terrängen mot öster i Oxapampa och Pachetefloden i nordost ligger på nivåer under 200 m ö.h.
Andra viktiga floder är Pozuzofloden och Mantarofloden. Regionen har flera bergspass på höjder runt 4800–4900 m ö.h.
Klimatet i regionen är varierat. På höjder över 4000 m ö.h. är det kallt klimat. Staden Cerro de Pasco har en årlig medeltemperatur på 4 °C, med maximum runt 10 °C och en lägsta temperatur på -11 °C. Det är regntid från november till mars. I delar av Oxapampaprovinsen är det tropiskt klimat med en årlig medeltemperatur på 18 °C.

## Historia
Regionen Pasco är en av de regioner som har minst historiska vittnesbörd. De första folkstammarna som befolkade området tillhörde pumpus, rester av tidig bebyggelse finns vid Bombón Marca. Pumpus var ett krigarfolk och lät sig besegras av inkafolket först under inkan Pachacutec. En liten bebyggelse som pumpus hade skapat kallad Yauri, nära sjön Yauricocha, behölls även under inkatiden och på samma plats grundades så småningom staden Cerro de Pasco.
Mellan 200 f.Kr och 900 e.Kr. var området under warifolkets domän. Efter warikulturens fall invaderades södra och centrala området av olika folkstammar (taramas, huancas och yarovilcas). Redan under inkariket fanns här guld- och silvergruvor som gjorde regionen attraktiv. Rikedomen i dessa gruvor drog till sig talrika encomenderos och i mitten av 1600-talet kom också kyrkan som grundlade städerna i Pascoprovinsen. Bland annat fick yaneshafolket i Oxapampaprovinsen tidvis besök av franciskanermunkar. År 1635 måste munkarna dra sig tillbaka flera gånger under orostider i området. Under modern tid har yaneshafolket väckt intresse hos västliga antropologer. Storskalig gruvdrift kom inte igång förrän på 1900-talet. 1960 blev Pasco utnämnt till gruvhuvudstad i Peru. I Pasco föddes den största civile hjälten i Peru, medicinstuderande Daniel Alcides Carrión, martyr och också kallad den peruanska medicinens fader. Hans dödsdag 5 oktober är den peruanska medicinens dag.

## Ekonomi
Gruvverksamheten är en stor näringsgren med koppar som viktigaste mineral. I Oxapampadalen och Pichis-Palcazú odlas ris, majs, bananer, apelsiner, yucca, kakao, papaya och bönor. Staden Villa Rica räknas som kaffets huvudstad i Peru. Inom samma område har djurhållningen av nötkreatur utvecklats väl. Här finns också biodling. Den stora vattenmängden i Oxapampaprovinsen utnyttjas i flera vattenkraftverk. 